# 코모도어 플러스/4
코모도어 플러스/4(Commodore Plus/4)는 1984년 코모도어 인터내셔널에서 출시한 가정용 컴퓨터이다. 코모도어 16 및 코모도어 116 모델을 포함하는 코모도어 264 시리즈의 일부였다. 플러스/4는 "소프트웨어가 내장된 생산성 컴퓨터"로 판매되었으며, 워드 프로세서, 스프레드시트, 데이터베이스, 그래프 소프트웨어를 포함하는 4가지 응용 프로그램이 ROM에 내장된 오피스 스위트가 특징이었다.
내부적으로 플러스/4는 코모도어 16 및 116과 동일한 기본 아키텍처를 공유하여 이들 모델용으로 설계된 소프트웨어 및 주변기기를 사용할 수 있었다. 그러나 코모도어 64의 방대한 소프트웨어 라이브러리 및 일부 하드웨어와는 호환되지 않았다. 플러스/4는 게임보다는 진지한 애플리케이션에 관심 있는 사용자를 대상으로 하여 가정용 컴퓨터 시장을 확장하기 위해 고안되었다.
플러스/4는 완전한 키보드를 갖춘 컴팩트한 플라스틱 케이스가 특징이었지만, 커서 및 기능 키는 고무로 만들어졌다. 고급 베이직 버전 3.5를 사용하여 코모도어 64와 소프트웨어 호환성이 없었다. 잠재력에도 불구하고 플러스/4는 C64와의 호환성 부족과 전작에 비해 사운드 및 그래픽의 결함으로 비판을 받았다.
코모도어는 전 세계적으로 약 827,000대를 생산했으며, 상당수가 독일에서 판매되었다. 플러스/4는 1985년에 단종되었지만, 이후 몇 년간 청산인들을 통해 시스템을 계속 구할 수 있었다.

## 역사

코모도어 플러스/4 시작 화면

1980년대 초, 코모도어는 가정용 컴퓨터 시장에서 가격 전쟁에 휘말렸다. 텍사스 인스트루먼트와 타이멕스와 같은 회사들은 코모도어의 PET 라인보다 저렴한 컴퓨터를 출시하고 있었다. 코모도어의 모스 테크놀로지 사업부는 비디오 칩을 설계했지만, 타사 구매자를 찾을 수 없었다. VIC-20은 이러한 사건들의 결합으로 탄생했으며, 1980년에 299.95달러의 정가로 출시되었다. 나중에 경쟁에 자극받아 코모도어는 VIC의 시중 가격을 99달러로 낮출 수 있었고, 100만 대 이상 판매된 최초의 컴퓨터(모든 종류)가 되었다. 미국에서 600달러 미만에 판매된 최초의 64 KB 컴퓨터인 코모도어 64는 가격 전쟁의 또 다른 공격이었지만, 비디오, 사운드 및 I/O에 개별 칩을 사용했기 때문에 VIC-20보다 훨씬 더 비쌌다. 그럼에도 불구하고 C64는 베스트셀러가 되었고, 플러스/4가 출시될 당시 199달러에 판매되고 있었다. C64 판매가 증가하고 있었지만, 코모도어 사장 잭 트라미엘은 더 적은 칩을 사용하고 동시에 VIC와 C64에 대한 사용자 불만을 해결할 새로운 컴퓨터 라인을 원했다.
1983년 후반에 "코모도어 444" 또는 "테드"라고 불리는 새로운 컴퓨터가 1984년에 출시될 것이라는 소문이 퍼졌다. 이 컴퓨터에는 워드 프로세싱 및 스프레드시트 소프트웨어가 내장될 것이며, 회사가 단종할 VIC-20과 C64를 대체할 네 가지 새로운 컴퓨터 중 하나가 될 것이라고 했다. 회사의 세 번째 공격 – 이는 코모도어의 경쟁자들이 가정용 컴퓨터 시장을 떠나고 있을 때 발사된 것으로 판명되었다 – 은 C116, C16, 그리고 플러스/4가 된 264였다. 또한 소프트웨어 ROM이 없는 32 KB 버전의 플러스/4인 232와 숫자 키패드와 내장 음성 합성 기능을 갖춘 V364의 프로토타입도 있었다. 후자의 두 모델은 생산에 이르지 못했다. 이 모든 컴퓨터는 MOS 6502 호환 MOS 7501 또는 8501을 사용했는데, 이는 VIC-20 및 C64에 사용된 CPU보다 약 75% 더 빠른 클럭으로 작동했으며, 비디오, 사운드 및 I/O를 통합한 MOS Technology TED 칩을 사용했다. 따라서 플러스/4의 디자인은 C64보다 VIC-20의 디자인에 철학적으로 더 가깝다.
플러스/4는 1984년 6월에 출시되었으며 가격은 US$299 (equivalent to $740 in 2022)였다. 플러스/4는 이 라인의 주력 컴퓨터로, 64 KB의 RAM을 특징으로 하는 반면 C16과 C116은 16 KB였다. 플러스/4는 내장 소프트웨어가 있었지만 다른 것들은 없었다. 모든 기기는 어두운 회색 케이스와 밝은 회색 키로 구별되었다. 이는 C64와 VIC의 색상 구성(더 밝은 케이스와 더 어두운 키 사용)과 반대였다.
코모도어의 플러스/4 의도는 C64를 대체하는 것이 아니라 가정용 컴퓨터 시장을 확장하고 게임보다는 진지한 애플리케이션에 더 관심 있는 사용자에게 플러스/4를 판매하는 것이었다. 그러나 1984년까지 미국에서는 이러한 고객 대부분이 리딩 엣지 모델 D 및 탠디 1000 시리즈와 같은 새로운 저가형 IBM PC 호환기종으로 전환하기 시작했다.
1985년에 단종되었다. 코모도어 B128과 마찬가지로 플러스/4 시스템은 단종 후에도 몇 년 동안 청산인을 통해 계속 사용할 수 있었지만, 플러스/4는 1988년까지 코모도어의 주요 시장에서 사라졌다.

## 하드웨어

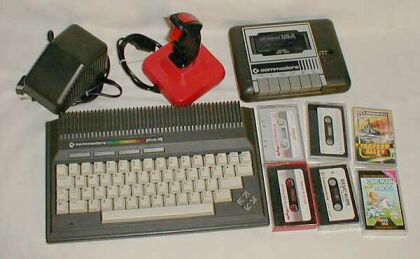
주변 기기가 포함된 코모도어 플러스/4. 왼쪽 위부터 시계 방향: 전원 공급 장치, 조이스틱, 테이프가 있는 1531 테이프 레코더

### 그래픽
TED는 121가지 색상(15가지 색상 × 8가지 휘도 수준 + 검정) 비디오를 제공했으며, 이는 당시 아타리 8비트 제품군과 엔터프라이즈만이 갖춘 팔레트였고, 텔레비전에 연결할 수 있도록 고안된 많은 컴퓨터와 유사한 320×200 비디오 해상도를 제공했다.
TED 칩은 VIC-II와 동일한 해상도와 비디오 모드(고해상도 또는 다색일 수 있는 비트맵 또는 문자 그래픽)를 가졌지만 하드웨어 스프라이트가 부족했다. 사운드 기능은 2채널 방형파 발생기였다.
TED 팔레트의 처음 8가지 색상은 VIC-II와 동일하지만, 8-15번 색상은 다르다. 검정(0번)을 제외한 각 색상은 8가지 가능한 휘도 수준 중 하나로 설정될 수 있어 총 121가지 색상이 가능했다.
전원 켜기 기본 구성은 화면 메모리를 $0C00에, 색상 메모리를 $0800에 배치한다. 색상 메모리는 TED에 통합되어 있으며 VIC-20 및 C64와 같은 별도의 색상 RAM은 없다. 색상 RAM의 각 바이트 중 비트 0-3은 색상 값을, 4-6은 휘도를 담는다. 비트 7은 깜박이는 텍스트를 설정하는 플래그이다. 비트맵 모드는 C64와 유사하지만, 고해상도 모드에서는 색상 RAM이 각 블록의 휘도 값(비트 0-3은 색상 0의 휘도, 4-7은 색상 1의 휘도)을 제공하는 데 사용되는 반면, C64 고해상도 그래픽에서는 전혀 사용되지 않는다. 다색 비트맵 모드에서는 동일한 설정이 사용되지만, C64에서 색상 RAM이 색상 3의 값을 담는 반면, 플러스/4에서는 색상 1-2의 휘도 값을 담는다. 색상 3은 대신 전역이며 $FF16 레지스터에서 얻어진다.
플러스/4의 TED는 C64의 VIC+SID에 비해 몇 가지 장점이 있다. 사용 가능한 모든 TED 하드웨어 레지스터는 읽고 쓸 수 있다. TED는 깜박이는 커서와 역비디오 모드의 문자를 구현할 수 있다. 텍스트 모드에서 256자를 표시할 수 있다. 래스터 인터럽트로 분할된 그래픽을 사용하고 320x288 해상도로 그림을 표시할 수 있다. 이는 비월 주사 방식 모드와 함께 320x496 이미지를 표시할 수 있게 한다. 또한 TED는 16개의 주소 라인을 가지고 있어 VIC-II와 달리 컴퓨터의 전체 메모리 공간을 "볼" 수 있다. 따라서 비디오 버퍼는 메모리의 어느 곳에나 배치될 수 있으며 C64처럼 문자 ROM의 미러가 방해하는 일이 없다.

### 입출력
코모도어는 플러스/4용 고속 플로피 디스크 드라이브인 코모도어 1551을 출시했는데, 이는 직렬 버스 대신 병렬 인터페이스를 사용했기 때문에 C64/1541 조합보다 훨씬 더 나은 성능을 제공했다. 1551은 카트리지 포트에 연결되었다.
플러스/4에는 최대 19200 bit/s를 수행할 수 있는 MOS Technology 6551 UART 칩이 내장되어 있었다. 이는 6551 칩을 소프트웨어로 에뮬레이션하는 C64와는 달랐다. 이를 통해 플러스/4는 추가 하드웨어 또는 소프트웨어 트릭 없이 고속 모뎀을 사용할 수 있었다(C64는 2400 bit/s로 작동하려면 특별히 작성된 소프트웨어가 필요했다). 당시에는 300 또는 1200 bit/s 모뎀이 더 흔했다 – 그리고 코모도어는 2400 bit/s 모뎀을 출시하지 않았다 – 따라서 이 기능은 거의 주목받지 못했다. 플러스/4의 직렬 포트는 PET 이후 사용된 표준 코모도어 사용자 포트로, RS-232와 호환되지 않는 TTL 전압이 특징이었다. 이는 코모도어 이외의 공급업체에서 만든 모뎀이나 다른 직렬 장치를 사용하려면 전압 변환기가 필요했다.
플러스/4 키보드에는 4개의 커서 키가 별도의 방향 "다이아몬드" 형태로 배치되어 있었는데, 이는 VIC와 C64의 두 개의 시프트 커서 키보다 직관적으로 사용하기 편리한 것으로 추정된다.
시스템의 오른쪽에 재설정 버튼이 추가되었는데, 이는 C64에는 없는 기능이었다.
플러스/4는 또한 VIC-20 및 C64에는 없는 기능이었던 PET 시절의 내장 기계어 모니터를 부활시켰다.

### 사양

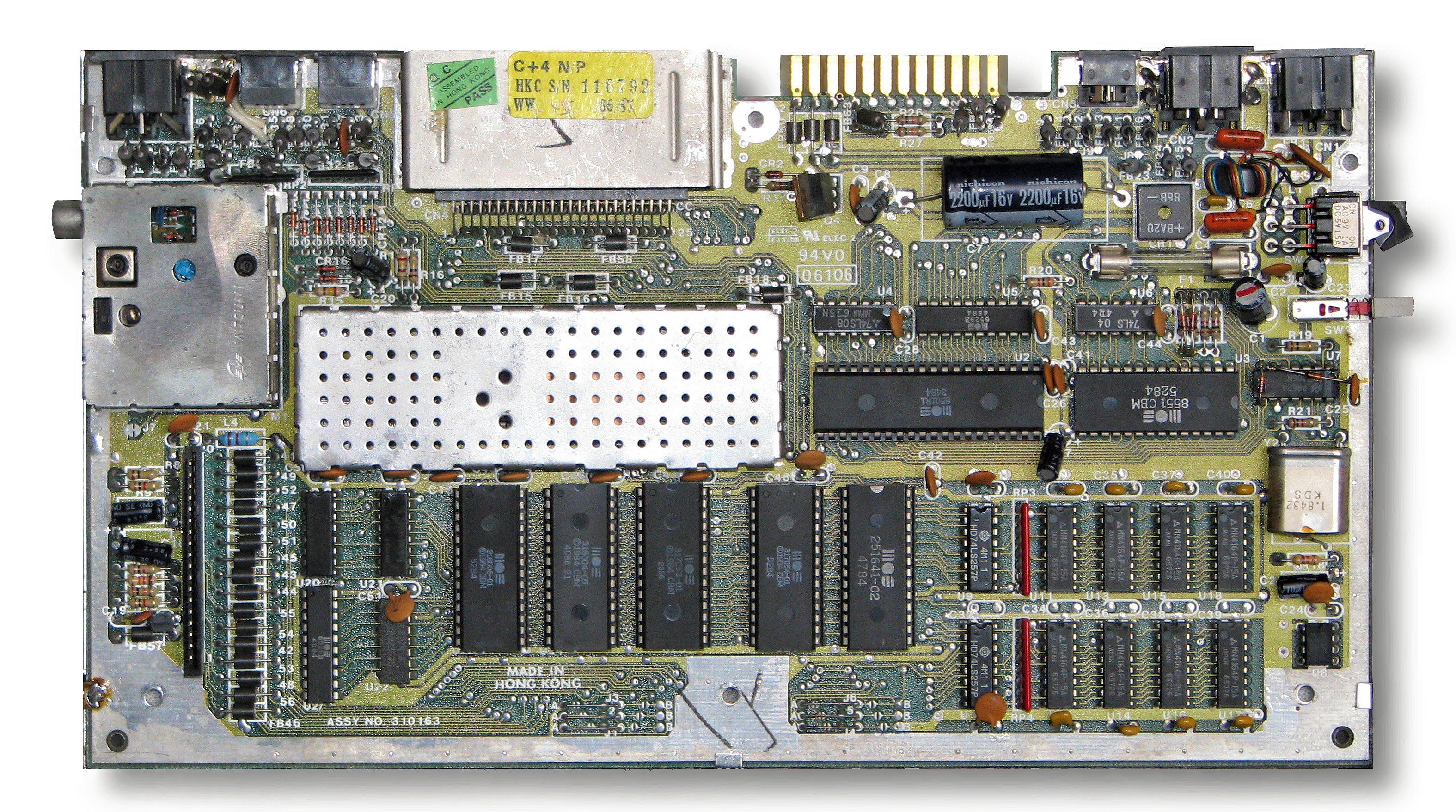
메인 보드

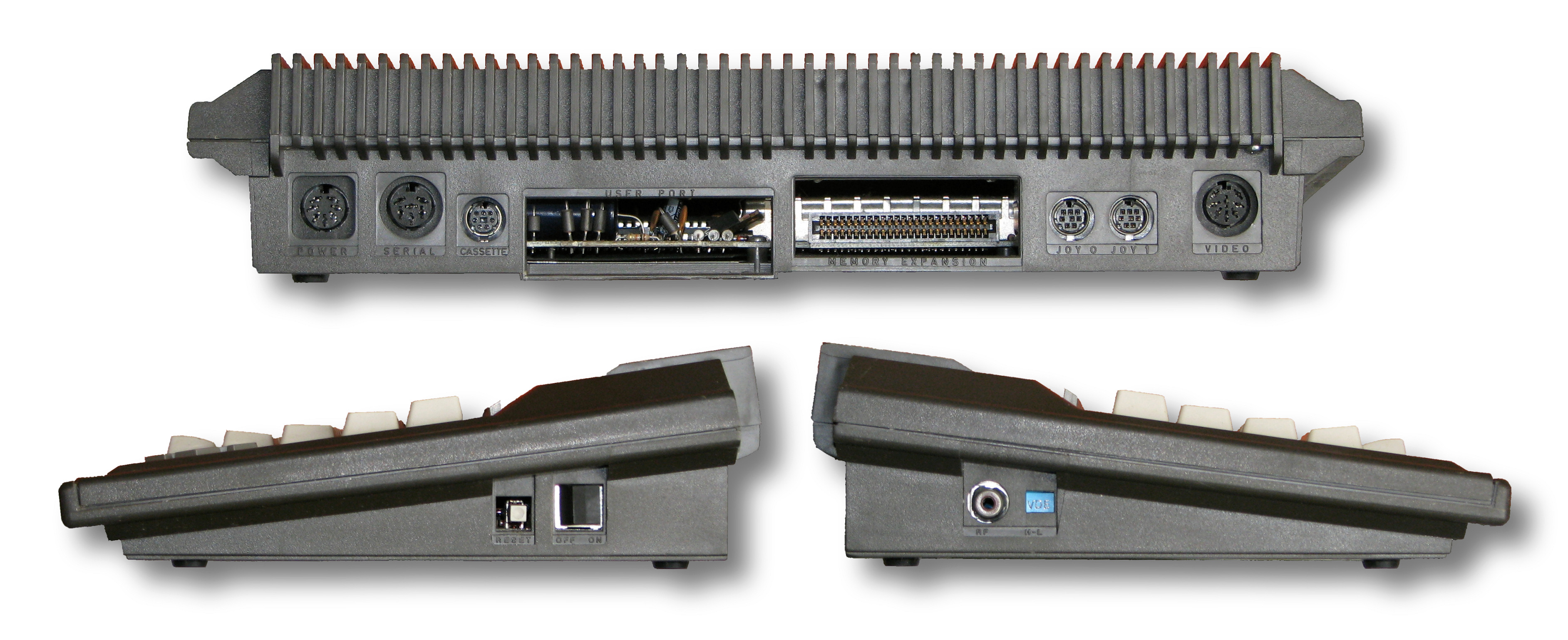
I/O 포트

- CPU: 모스 테크놀로지 7501/8501, 래스터 빔이 가시 화면에 있을 때 약 0.88 MHz, 나머지 시간에는 1.77 MHz (PAL) / 1.79 MHz (NTSC)[2]
- RAM: 64 KB, 이 중 약 60 KB(60671바이트)를 베이직 사용자가 사용할 수 있다. 256 KB 및 1 MB RAM 확장판이 알려져 있다[11]
- ROM: 코모도어 베이직 3.5, 기계어 모니터, TRI-Micro의 "3 플러스 1"(워드 프로세서, 스프레드시트, 데이터베이스, 그래프)을 포함한 64 KB. 롬 카트리지로 최대 64 KB를 더 추가할 수 있다.
- 그래픽: MOS Technology TED (TED 7360)
- 텍스트 모드: 40×25 문자 (PETSCII). 세 가지 텍스트 모드: 표준, 확장 색상, 다색
- 그래픽 모드: 160x200 (다색, 2bpp, 스프라이트 없음) / 320×200 (고해상도, 1bpp) 121색 (모두 동시에 표시 가능)
- I/O 포트:
  - 테이프 커넥터 (코모도어 1531 데이터세트용, 7핀 미니 DIN 사용; C64와 비호환, 나중에 어댑터가 출시되어 이전 및 애프터마켓 데이터세트 사용 가능.)
  - 롬 카트리지 슬롯 (C64와 비호환)
  - 두 개의 8핀 미니 DIN 게임 컨트롤러 포트 (C64와 비호환)
  - 코모도어 직렬 버스 (C64와 호환)
  - 사용자 포트 (모뎀 및 비표준 장치용, C64와 비호환)
  - S 비디오 및 모노 오디오 신호를 포함한 컴포지트 비디오 커넥터 (C64와 호환)
  - TV 안테나 커넥터용 RF 변조기 (C64와 호환)
- 전원 커넥터는 일부 플러스/4에서는 C64 전원 공급 장치와 호환되며 동일한 9V AC 및 5V DC 전압을 사용하지만, 대부분의 플러스/4에서는 C128과 같은 비표준 "스퀘어 DIN" 플러그를 사용한다.

## 소프트웨어

### 베이직
플러스/4의 메모리 맵은 C64보다 훨씬 더 광범위하게 뱅크 전환을 사용하여 베이직 프로그래밍을 위한 사용자 접근 가능 메모리가 C64보다 56% 더 많았고, 베이직 프로그래밍 언어는 사운드 및 그래픽 명령뿐만 아니라 구조적 프로그래밍을 개선하는 루핑 명령을 추가하여 크게 개선되었다.
플러스/4에는 VIC와 C64에 있는 복원 키가 없지만, Run/Stop 키를 누른 상태에서 재설정 버튼을 누르면 유사한 기능을 수행할 수 있다. 이렇게 하면 컴퓨터가 기계어 모니터로 재부팅되지만, 메모리에 있는 모든 베이직 프로그램은 그대로 유지된다.
플러스/4에는 이스터 에그가 포함되어 있다. SYS DEC("CDAB") 또는 SYS 52651 명령을 입력하면 세 명의 프로그래머와 한 명의 하드웨어 디자이너의 이름이 표시된다: 프레드 보웬, 존 쿠퍼, 테리 라이언, 빌 허드. 보웬의 이름은 역 필드로 맨 위에 있고 라이언의 이름은 맨 아래에서 깜박인다.
C64는 광고된 64 KB의 RAM을 설치했지만, 베이직 프로그램에 사용할 수 있는 메모리는 약 38 KB에 불과했다. 플러스/4의 베이직 V3.5는 59 KB를 사용할 수 있게 했는데, 이는 필요에 따라 ROM을 메모리에 삽입하고 제거하는 메모리 맵과, 모든 6502 기반 컴퓨터가 사용해야 하는 I/O 레지스터를 메모리 상단($FD00)에 배치했기 때문이다. C64에서는 이들이 훨씬 낮은 주소인 $D000에 위치했다. C64에서는 프로그램이 ROM과 I/O 레지스터를 수동으로 교체하여 전체 64 KB에 접근할 수 있었지만, 이는 해당 기기의 베이직과 호환되지 않았다. 반면 플러스/4에서는 ROM 영역 대부분이 필요하지 않을 때 자동으로 교체되어 동일한 주소에 있는 RAM을 베이직 프로그램에 사용할 수 있었다.
플러스/4의 베이직 프로그램 영역은 $1000에서 시작하지만, 베이직 ROM은 $8000에서 시작하므로 베이직 프로그램이 $8000 또는 28K 크기에 도달할 만큼 커지지 않는 한 OS ROM의 자동 전환은 시작되지 않는다. C16의 RAM은 $8000 라인을 초과하지 않으므로 해당 기기에서는 뱅크 전환이 발생하지 않는다. C64와 마찬가지로 ROM 영역에 쓰는 것은 아래의 RAM을 변경한다.
$FDD0-$FDDF의 레지스터에는 기기의 ROM 구성이 포함되어 있으며, 일반적으로 베이직 및 커널 ROM이 활성화되어 있다. ROM 구성은 레지스터에 쓰기(값은 상관 없음)하여 조정된다. $FDD0는 베이직을 활성화 또는 비활성화하고, $FDD1은 낮은 기능 ROM, $FDD2는 낮은 카트리지 ROM, $FDD3은 사용되지 않으며, $FDD4는 커널, $FDD5는 높은 기능 ROM, $FDD6은 높은 카트리지 ROM이다. $FC00-$FCFF의 커널 ROM 상단 부분은 메모리 구성에 상관없이 항상 활성화되며, I/O 레지스터도 마찬가지이다.
또한, $FF3E-$FF3F의 레지스터에 기록하면 $FC00-$FCFF를 제외하고 $FDD0-$FDDF의 ROM 구성을 통해 현재 활성화된 모든 ROM이 뱅크 아웃(또는 인)된다. 이는 $8000 이상의 프로그램 텍스트를 읽기 위해 베이직이 자동으로 수행한다. ROM을 비활성화하면 커널 인터럽트 핸들러도 제거되므로, SEI 명령을 통해 인터럽트를 먼저 꺼야 한다.
BASIC 3.5는 BASIC 4.0의 모든 디스크 명령뿐만 아니라 TED를 지원하는 사운드 및 그래픽 기능, 추가 프로그래밍 기능, 구조적 프로그래밍을 허용하는 문장을 추가했다. BASIC 2.0이 8K 크기였고 BASIC 4.0이 12K였던 반면, BASIC 3.5는 20K로 커졌으며, VIC-20 및 C64의 전체 OS ROM 세트만큼이나 컸다.

### 응용 소프트웨어
플러스/4는 C64와 달리 ROM에 상주하는 애플리케이션 스위트가 탑재되어 있었다. 그러나 이는 플러스/4의 원래 의도된 시장인 비즈니스 및 전문 사용자에게는 완전히 부적절했다. 컴퓨터에 대한 다른 면에서는 대체로 긍정적인 평가에도 불구하고, 존 J. 앤더슨은 크리에이티브 컴퓨팅에서 "애플리케이션이 매우 급하게 만들어졌다고 추측한다... 나는 그 소프트웨어를 절대 사용하지 않을 것이다"라고 썼다. 트랜잭터는 "워드 프로세서는 거의 그에 미치지 못하고, 데이터베이스는 이름을 더럽히며, 스프레드시트는 확장이 거의 없다"고 언급했다. 잡지는 사용자들에게 "소프트웨어를 거의 무료 보너스로 생각하라"고 조언했다. BYTE는 내장 소프트웨어를 "나쁜 것보다 아주 약간 나은 정도"라고 불렀으며, 멀티플랜 및 다른 타사 소프트웨어가 있는 코모도어 64가 더 저렴하고 훨씬 강력할 것이라고 지적했다. 이 잡지는 이 컴퓨터가 "플러스 4가 아니라 마이너스 60이라고 불렸어야 했다"고 말했다. INFO는 사용자가 "진지한 '생산적인' 작업을 위해" 컴퓨터를 사용하려고 한다면, 형편없는 소프트웨어와 더 나은 타사 대체품을 구할 수 없을 가능성 때문에 "플러스/4로 깊은 문제에 빠질 것"이라고 경고했다. C64를 포함하여 비슷한 가격대의 시스템에는 더 나은 비즈니스 소프트웨어 패키지가 있었다. IBM 호환 기종이 소상공인 시장을 빠르게 지배하고 있었기 때문에 플러스/4는 의도된 용도에서 성공할 현실적인 가능성이 없었다.
시장을 더욱 분열시킨 것은 사용자가 많은 내장 소프트웨어 패키지를 사용하여 데이터를 생성한 후, 그 결과는 연결된 디스크 드라이브에만 저장할 수 있었다는 점이다. – 대부분의 소프트웨어는 테이프를 지원하지 않았다. 따라서 플러스/4의 기능은 떨어지지만 내장되어 즉시 사용할 수 있는 소프트웨어에 여전히 관심이 있었을 테이프 기반 가정 사용자는 해당 패키지에서 제외되었다.

## 주변기기
플러스/4의 키보드는 이전 코모도어 기기 및 자매 기종인 C16의 키보드와 달랐다. 이는 플러스/4 생산을 위한 재설비의 필요성으로 인한 비용 절감 조치 때문이었다. C16은 동일한 케이스 디자인 덕분에 기존 C64 공구를 사용할 수 있었다.
C64와의 주변 기기 호환성은 일관되지 않았다. 플러스/4의 직렬, 사용자 및 비디오 포트는 C64와 호환되었지만, 데이터세트 포트가 변경되어 이전 장치는 나중에 출시된 타사 어댑터 없이는 호환되지 않았다. 이는 표준 센트로닉스 병렬 프린터를 코모도어 직렬 포트에 연결할 수 있도록 하는 많은 타사 C64 프린터 인터페이스에도 문제가 되었다. 이러한 인터페이스 대부분은 전원 공급을 위해 데이터세트 포트에 +5볼트를 연결했기 때문에 사용자가 인터페이스를 수정하고 보증을 무효화할 위험을 감수하지 않는 한 플러스/4와 호환되지 않았다. 생산성 애플리케이션에 사용하기 위한 컴퓨터에게는 이는 큰 약점이었다. 또한 플러스/4를 통해 코모도어는 C64에 사용된 일반적인 아타리 2600 스타일 조이스틱 포트를 버리고, 사유 미니 DIN 포트로 대체했는데, 이는 RF 간섭 발생 가능성이 적다고 알려졌다.
플러스/4는 C64 마우스와 같은 조이포트를 통한 아날로그 장치를 지원하지 않아 GEOS와 같은 GUI가 있는 프로그램을 사용하기에 불편하게 만들었다. 그러나 표준 IBM PC 호환기종 직렬 마우스를 사용할 수 있도록 하는 미완성 프로젝트가 있다.

## 성능
플러스/4의 CPU는 C64보다 약 75% 더 빠르게 실행될 수 있었지만, 이 컴퓨터는 화면 데이터가 메인 메모리에 상주하는 공유 그래픽 메모리 아키텍처로 설계되었다. 이는 비디오 칩이 화면을 표시하는 동안 메모리에 접근해야 한다는 것을 의미하며, 사실상 이 화면 영역에서 CPU 속도를 전체 속도의 절반 이하로 낮춘다. 비디오 칩이 화면 테두리를 표시하거나 수평 및 수직 리트레이스 신호를 출력하는 동안에만 CPU가 최대 속도로 실행될 수 있다. 이는 평균적으로 표준 40x25 화면에서 플러스/4의 CPU가 C64보다 약 15%만 더 빠르게 실행된다는 것을 의미한다. 그러나 언급했듯이 플러스/4는 화면 블랭킹 모드를 사용할 때 C64보다 75% 더 빠를 수 있다. 플러스/4의 PAL 모델은 화면을 비활성화하여 NTSC 모드로 전환할 수도 있으며, 이 경우 CPU 주파수는 2.22 MHz로 설정된다(이는 C64의 최대 속도보다 115% 더 빠르다). 따라서 플러스/4(PAL)는 원시 계산을 위한 가장 빠른 6502 기반 컴퓨터 중 하나이다. 이는 기계어 프로그램에는 해당되지만, BASIC 3.5는 더 큰 크기 때문에 BASIC 2.0보다 약간 느리며, 프로그램이 $8000 라인을 넘어가면 BASIC ROM을 교체해야 BASIC 프로그램 텍스트를 읽을 수 있으므로 성능이 더욱 저하된다. 플러스/4의 NTSC 모델은 표준 화면을 표시할 때 PAL 모델보다 약 10% 느리지만, 화면 블랭크를 사용하면 약간 더 빠르다.

## 신뢰성
플러스/4는 또한 TED 칩으로 인해 심각한 신뢰성 문제를 겪었다. TED 칩은 MOS가 새로운 저전력 HMOS 공정을 사용하여 개발한 최초의 IC 중 하나였다. MOS는 이를 안정적으로 작동시키는 데 상당한 어려움을 겪었고, TED 칩과 7501 CPU는 결과적으로 높은 고장률을 보였다. 자동 발사 기능이 있는 조이스틱과 부적절하게 제작된 9핀 어댑터도 TED 칩 손상의 원인으로 지목되었다. C16은 더 적은 IC와 낮은 발열량, 그리고 케이스 내부의 열 분산을 위한 더 많은 공간으로 인해 플러스/4보다 신뢰성 문제가 적었다.
C64와 마찬가지로 플러스/4 또한 불안정한 전원 공급 장치를 사용했는데, 이는 과열되어 기기의 부품을 손상시키는 경향이 있었다.
이로 인해 VIC-20 또는 C64에서 플러스/4로 업그레이드하는 비용이 더 비싸졌다. 많은 경우에 사용자는 새 컴퓨터 외에 새로운 주변 장치를 구매해야 했기 때문이다. 또한 플러스/4는 신규 구매자에게 덜 매력적이었는데, VIC 및 C64 주변 장치가 플러스/4 주변 장치보다 더 풍부하고 저렴했기 때문이다. 완전한 C64 시스템의 시중 가격은 플러스/4를 기반으로 한 유사 시스템보다 낮았다. C64의 더 큰 기능과 더 넓은 소프트웨어 기반과 결합되어 대부분의 구매자는 구형 모델을 선택했다.

## 반응
언론은 플러스/4를 비웃었다. INFO는 새로운 (경쟁사) 컴퓨터 사진에 "이것은 농담인가?"라는 캡션을 달았고, 포드 에드셀과 공룡에 비유했다. 컴퓨트!스 가제트는 플러스/4를 "벌거숭이 임금님"에 비유했다. 많은 사람들이 빠르게 실패할 것이라고 예측했다. INFO는 독자들을 위한 경품 행사에서 검토 단위를 제공하며, 이 컴퓨터가 "확실히 수집가의 아이템이 될 것!"이라고 약속했다. 심지어 이 기기를 옹호하는 사람조차도 플러스/4가 C64에 비해 비쌌고, 내장된 애플리케이션의 품질이 형편없었다는 것을 인정했다.
컴퓨터 딜러들은 코모도어의 기존 컴퓨터와 호환되지 않는 새로운 컴퓨터를 도입하는 일반적인 관행을 싫어했다. 탠디 TRS-80 모델 I의 디자이너인 스티브 라이닝거는 1984년 7월에 새로운 컴퓨터가 C64 소프트웨어와 호환되지 않는 것이 "궁금하게 만든다"고 말했다. 그는 "약간 섬뜩하다"고 덧붙이며, 플러스/4를 수만 개의 애플 II 소프트웨어 패키지와 호환되는 애플 IIc와 부정적으로 비교했다.
플러스/4가 판매되지 않은 또 다른 문제는 세 기종(116, C16, 플러스/4) 모두 서로 호환되었지만, 개발자들은 컴퓨터 제품군 내에서 최소 공통 분모에 맞게 프로그램을 작성하는 경향이 있었다는 점이다. 이 시리즈에서 가장 많이 판매될 것으로 예상되는 C116 및 C16 구매자들을 외면하지 않기 위해 대부분의 소프트웨어는 16 KB에서 실행되도록 설계되었고, 플러스/4의 추가 메모리는 기대만큼 널리 지원되지 않았다. 또한, 이들 기기를 위한 대부분의 개발은 수익성이 낮은 유럽 시장에서 이루어졌다. 북미의 주요 소프트웨어 개발자들은 대신 거대한 C64 시장에 계속 집중했다. 북미에서의 플러스/4 소프트웨어 개발은 주요 개발자의 지원을 받지 못한 TRS-80 코코와 같은 다른 컴퓨터와 유사하게 통신판매를 통해 제품을 판매하는 무명 회사들의 영역이었다.

## 채택
총 100만 대의 264 시리즈 기기가 1년여 만에 시장에 팔렸다. 이 중 40만 대가 플러스/4였고, 나머지는 대부분 C16이었다. 약 5만 대가 C116이었는데, 이 중 약 4만 3천 대가 독일에서 판매되었고, 플러스/4는 북미 판매의 약 60%-70%를 차지했다. 코모도어가 264 라인을 단종하기로 최종 결정한 것은 판매 부족 때문이 아니라 1985년 크리스마스 시즌을 위해 C64의 생산 능력을 확보하기 위함이었다.
플러스/4는 나중에 덴마크에서 당시 국영 전기 통신 회사(현재 TDC A/S)의 번들 제품의 일부로 청각 장애인이 전화선을 통해 통신하는 데 도움이 되도록 사용되었다. 플러스/4에서 모뎀을 통해 콜센터로 발신 전화를 걸면 서비스 보조원이 사용자의 작성된 입력을 읽고 상대방에게 전화를 걸어 텍스트를 소리 내어 읽어주었다. 반대로, 다른 사용자가 콜센터로 전화를 걸면 콜센터는 플러스/4 모뎀으로 전화를 걸었다. 플러스/4에 연결된 스트로브 라이트는 청각 장애인에게 걸려오는 전화에 대해 알려주었다.
플러스/4는 코모도어 비즈니스 머신스(CBM)가 실패한 제품을 대폭 할인된 가격으로 중앙유럽 시장에 공급하기로 결정하면서 헝가리에서 지속적인 인기를 누렸다. 헝가리 사용자들은 C64 게임의 비공식 포팅 버전을 다수 제작했다.

## 계승
플러스/4의 대부분의 개발자들은 나중에 훨씬 더 성공적인 코모도어 128 프로젝트에도 참여했다. 플러스/4와 C16이 출하되기 시작했을 때에도 Compute!'s Gazette는 그들이 곧 출시될 128을 위해 "'비중이 낮아지고'" 있다는 소문을 인용했다. 128은 C64와 하드웨어 및 소프트웨어 호환이 될 것이라고 잡지는 보도했다. 그들의 단점은 코모도어 128 시리즈의 영감이 되었는데, 컴퓨터 언론의 촉구에 따라 디자이너들은 C64와 호환되는 컴퓨터를 만들면 궁극적으로 경영진과 마케팅이 제품을 시장에 출시하는 방식에도 불구하고 C64 소프트웨어 기반을 (크게) 손상시키지 못할 것이라고 계산했다.